# Rhabdalestes brevidorsalis
Rhabdalestes brevidorsalis är en fiskart som först beskrevs av Pellegrin 1921.  Rhabdalestes brevidorsalis ingår i släktet Rhabdalestes och familjen Alestidae. IUCN kategoriserar arten globalt som livskraftig. Inga underarter finns listade i Catalogue of Life.